# Blandfordia
Blandfordia — це рід чотирьох видів квіткових рослин, які походять із східної Австралії. Blandfordia — це багаторічні трав'янисті рослини з вузькими лінійними листками і до двадцяти великих пониклих циліндричних чи дзвоникових квіток. Blandfordia зазвичай ростуть на вересовищах, особливо на заболочених ділянках і здебільшого в прибережних або прибережних районах, хоча деякі популяції зустрічаються на плоскогір’ях.

## Опис
Рослини роду Blandfordia — це багаторічні однодольні трав’янисті рослини, що мають м’ясисті, волокнисті або бульбоподібні корені з бульбоцибулинами. Листки вузьколінійні, зазвичай скупчені в два ряди від основи квітконосного стебла. До двадцяти квіток розташовано біля верхівки квітконосного стебла, яке має невеликі листоподібні приквітки. Квітки зазвичай червоні з жовтими частками. Чашолистки та пелюстки зрощені, утворюючи трубчасту, циліндричну або дзвоникоподібну квітку з шістьма частками приблизно на одну п’яту довжини трубки. Є шість тичинок, зрощених з внутрішньою стінкою квіткової трубки. Цвітіння відбувається навесні або влітку, після чого утворюється коробочка, звужена з обох кінців, яка містить велику кількість волосистих коричневих насіння.

## Види
Чотири види прийняті Всесвітнім контрольним списком вибраних родин рослин:
- Blandfordia cunninghamii Lindl. (Новий Південний Уельс)
- Blandfordia grandiflora R.Br. (Квінсленд, Новий Південний Уельс)
- Blandfordia nobilis Sm. (Новий Південний Уельс)
- Blandfordia punicea (Labill.) Sweet (Тасманія)

## Використання в садівництві
Рослина має Великі характерні квіти та довгий термін зберігання у ваз. Невелика група виробників обслуговує внутрішній та експортний ринки. Це вид, що охороняється, і в минулому надмірне збирання призвело до локального вимирання та шкоди середовищу існування виду.